# Scopula crurata
Scopula crurata là một loài bướm đêm trong họ Geometridae.